# Ivan Grigorievitch Tchernychev
Pour les articles homonymes, voir Tchernychev.
Le comte Ivan Grigorievitch Tchernychev, ou Tchernychov, (en russe : Иван Григорьевич Чернышёв), né le 24 novembre 1726, décédé le 26 février 1797, est un maréchal, amiral et sénateur russe (1796).

## Famille
Frère de Zakhar Grigorievitch Tchernychev et Piotr Grigorievitch Tchenychev.

### Mariage et descendance

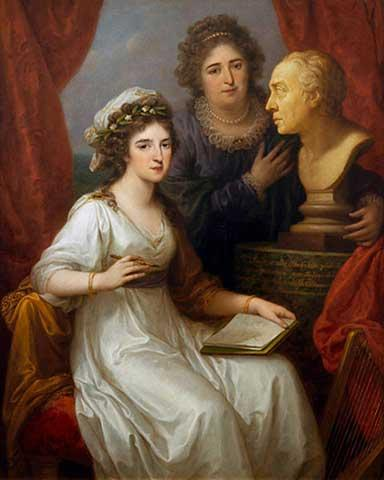
Comtesse Anna Aleksandrovna Chernysheva et sa fille Ekaterina Ivanovna Vadkovskaya
devant son père le comte I.G. Tchernyshev en buste de marbre
Angelica Kauffmann, 1793
Musée historique d'État de Moscou

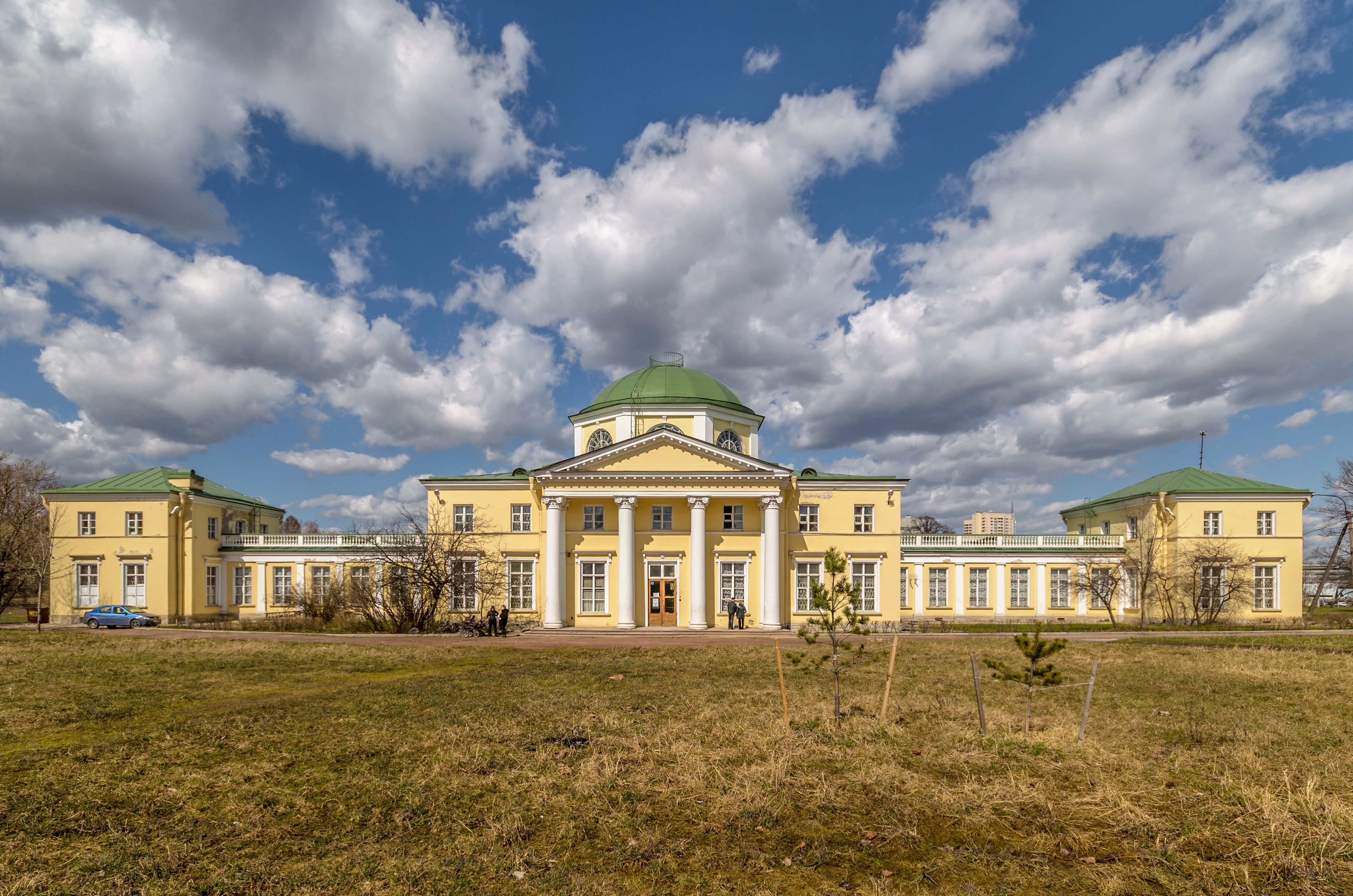
Château d'Alexandrino
construit par le comte

En 1749, Ivan Grigorievitch Tchernychev épouse la comtesse Élisabeth Iefimovskaïa (cousine d'Élisabeth Ire de Russie). Ce mariage est sans héritier. Il épouse en secondes noces Anne Alexandrovna Istlenieva:
De cette union est issu :
- Alexandre Tchernychev

## Biographie
Le comte Ivan Grigorievtich Tchernychev commence sa carrière diplomatique sous le commandement de son illustre frère, le comte Zakhar Tchernychev, il remplit différentes missions diplomatiques à Copenhague (1741) et à Berlin (1742-1745). En 1749, le comte démissionne du service diplomatique pour épouser la comtesse Élisabeth Iefimovskaïa. Sous le règne de Catherine II, il devient sénateur.
En 1768, il est nommé ministre plénipotentiaire pour la Russie à Londres. À son retour en Russie en 1770, le comte est nommé vice-président de l'Amirauté. Très lié à Nikita Panine, tuteur et proche conseiller du tsarévitch Paul Petrovitch, il est promu amiral et maréchal lors de l'accession au trône de Paul Ier (1796).
Il a été initié en franc-maçonnerie , probablement à Berlin, au début des années 1740.

## À noter
La nièce du comte Ivan Grigorievitch Tchernychev, la princesse Nathalie Galitzine, plus connue à la cour impériale sous le nom de princesse Moustache figure dans le roman d'Alexandre Pouchkine La Dame de pique publié en 1834.